# Campylonotoidea
Campylonotoidea é uma superfamília de crustáceos decápodes marinhos da infraordem Caridea (camarões). A superfamília agrupa duas famílias: Campylonotidae e Bathypalaemonellidae. Conhecem-se 16 espécies validamente descritas, repartidas por 3 géneros, todas extantes, não sendo conhecidos fósseis do grupo.

## Taxonomia
Estudos conduzidos por Fenner A. Chace levaram a que se considerasse a superfamília Campylonotoidea como um grupo irmão da muito mais biodiversa superfamília Palaemonoidea, com a qual partilha algumas características distintivas, nomeadamente a ausência de endópodes nos pereópodes e ter o primeiro pereópode mais fino que o segundo.
Com recurso às técnicas de filogenética molecular, Bracken et al. propuseram que a superfamília Campylonotoidea pode ser filogeneticamente próxima da superfamília Atyoidea.
A superfamília inclui 16 espécies validamente descritas, repartidas por três géneros. O registo fóssil do grupo é desconhecido. As famílias e géneros integrados na superfamílias são os seguintes:
- Campylonotidae Sollaud, 1913
  - Campylonotus Bate, 1888
- Bathypalaemonellidae de Saint Laurent, 1985
  - Bathypalaemonella Balss, 1914
  - Bathypalaemonetes Cleva, 2001